# Куп'янська дирекція залізничних перевезень
Куп'янська дирекція залізничних перевезень — структурний підрозділ Південної залізниці. На сьогоднішній день протяжність сталевих магістралей дирекції становить 432 км. Вони проходять територіями трьох областей: Харківською, Донецькою і Луганської. Всього до складу дирекції входять 37 станцій, 68 зупинних пунктів.
Основним видом діяльності дирекції є перевезення пасажирів, вантажів, вантажобагажу і пошти при безумовному дотриманні безпеки руху поїздів і забезпеченні збереження вантажів, що перевозяться.
На початку 2020-х ліквідована з приєднанням до Харківської дирекції.

## Послуги, які надає дирекція
- для підприємств, організацій — зважування вантажу у вагонах, надання в оренду залу кафе для проведення бенкетів і урочистостей на станції Куп'янськ-узлової;
- надання рекламного простору і послуг на вокзалах і станціях в регіоні дирекції;
- для пасажирів — попередній продаж квитків і надання інформації на всі потяги: на станціях і основних вокзалах — камери схову, кімнати відпочинку, кімната матері і дитяти, відділення зв'язку;
- організація дозвілля громадян, молоді, художня самодіяльність.